# مالك (حورة)

'

تعديل مصدري - تعديل

مالك هي إحدى قرى عزلة حوره بمديرية حورة التابعة لمحافظة حضرموت، بلغ تعداد سكانها 43 نسمة حسب تعداد اليمن لعام 2004.